# غيرة مرضية

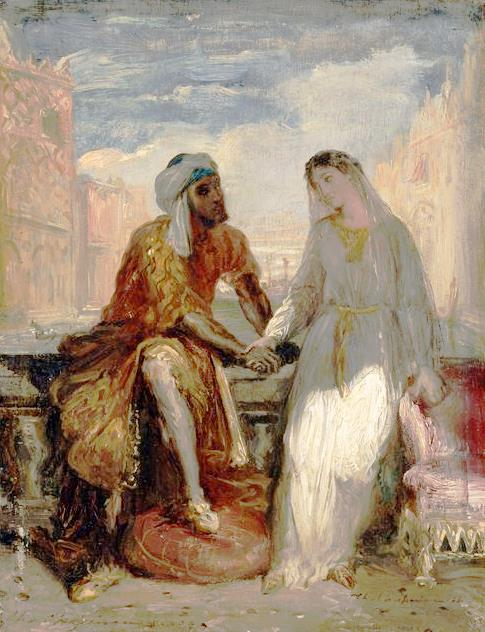

الغيرة المَرَضية (بالإنجليزية: Morbid jealousy) وتعرف أيضا باسم متلازمة عطيل (بالإنجليزية: Othello syndrome) أو الغيرة الوهامية هي عبارة عن اضطراب نفسي يكون فيه الشخص المصاب مشغول دائما بأفكار ضلالية (مريبة) حول خيانة الشريك (الزوج/الزوجة) دون أي دليل ملموس، بجانب مجموعة من السلوكيات غير مقبولة اجتماعيا تتعلق بهذه الأفكار الضلالية، وتُعد الغيرة المرضية أحد الأنواع الفرعية لإضطراب الوهام.

## التعريف
يحدث الاضطراب عندما يدّعي الشخص مرار وتكرارا أن شريكه (الزوج/الزوجة) غير مخلص للعلاقة الزوجية بناء على أدلة وهمية أو ظرفية. وعلى العكس من الاضطرابات الضلالية الأخرى فإن الأشخاص الذين يعانون من هذا الاضطراب عادة ما يكون لديهم سلوكيات مثل التلصص أو المطاردة الفعلية أو الألكترونية أو بعض الأعمال التخريبية التي قد تصل إلى العنف الموجه للشريك، ويمكن أن تكون الغيرة المرضية ضمن نطاق الشيزوفرينيا أو الاضطرابات الضلالية كاضطراب الوجداني ثنائي القطب، كما أنها أيضا قد تٌصاحب إدمان الكحول أو الخلل الجنسي الوظيفي أو بعض الأمراض العصبية الأخري.
وجاءت اسم متلازمة عطيل مقتبسة من مسرحية لشكسبير، والتي قتل فيها عطيل زوجتهِ بدافع اعتقاد وهمي بأنها خانته، ولكن في العصر الحديث ادعى بعض الكُتاب أن عطيل خدع، وبالتالي فإنه لم يكن مصاب بالمتلازمة.

## أعراض الغيرة المرضية
بعض أعراض الغيرة المرضية يمكن تلخيصها بالآتي:
- اتهام أحد الطرفين الطرف الثاني/الشريك بالنظر إلى أو الاهتمام بشخص آخر.
- التشكك في تصرفات الطرف الثاني.
- استجواب الطرف الثاني حول مكالمات الهاتف أو الأرقام الخاطئة أو المكالمات العرضية أو أي نوع من أنواع التواصل الإجتماعي.
- عدم السماح بأي نوع من أنوع التواصل الاجتماعي الإلكتروني كمثل مواقع فيس بوك وتويتر.
- التفتيش في أمتعة الطرف الثاني.
- السؤال الدائم عن مكان الطرف الثاني ومن الذي معه في نفس المكان.
- عزل الطرف الثاني عن العائلة أو الأصدقاء.
- عدم السماح للطرف الثاني بممارسة أي اهتمامات أو نشاطات خارج المنزل.
- التحكم بالدائرة الاجتماعية المحيطة بالطرف الثاني.
- الادعاء بأن الشريك يقيم علاقة سرية إذا ما حاول مقاومة هذه السلوكيات المرضية.
- اتهام الشريك بأنه يقيم علاقة جنسية نتيجة توقف النشاطات الجنسية بين الطرفين كنتيجة لهذه التصرفات.
- العنف الجسدي أو اللفظي تجاه الطرف الثاني وتجاه الطرف الآخر الذي يُتصور أن الشريك يخونه معه.
- لوم الشريك، وسرد مببررات لهذه التصرفات المرضية.

## التاريخ النفسي
بعض الأمراض التي قد تصاحب أو تسبق الغيرة المرضية أو تتسبب فيها:
- التاريخ المرضي الحالي: عصابية أو غيرة ذهانية.
- التاريخ المرضي الماضي: اضطراب ذهاني، أذي النفس أو محاولات انتحار.
- تاريخ الأسرة: الغيرة المرضية في أحد افراد العائلة.
- تاريخ العلاقات: علاقة سابقة والشعور بالمسؤلية تجاه جودة العلاقة أو صعوباتها.
- التاريخ القضائي: اتهامات ومحاكمات نتيجة سلوكيات معينة مثل السلوكيات العدوانية كالتلصص والمطاردة والتجسس.
- التاريخ الطبي: أسباب عضوية قد تتسبب في الغيرة المرضية.

## صور الغيرة المرضية
- الاستحواذ/الوسواس: حيث تكون أفكار المريض متناقضه مع ذاته وتزعجه ويرفضها وتكون عكس رغبته، كما أنه يعترف أنها غير واقعية ولا معنى لها ويحاول مقاومتها، حيث تظهر الأفكار المرضية الدافعة للغيرة المرضية في شكل مفرط وتطفلي ومقتحم لعقل المريض، بالإضافة لبعض السلوكات القهرية كالمتابعة اللصيقة للطرف الثاني.
- استحواذ مفرط/وسواس مفرط: حيث يجد صعوبة شديدة في إخراج هذه الأفكار من رأسه، ويصاحب ذلك تصرفات خانقة للطرف الثاني وتقيد حريته.
- ضلالات/وهم: حيث تكون الأفكار المَرَضية مقبولة من الشخص المريض، فهو يصدقها ولا يعارضها لأنه يعتبرها صحيحة، ويفسر تصرفات الطرف الثاني بناء عليها فعلى سبيل المثال قد يفسر الشخص المصاب بالغيرة المرضية حالة الخمول الجنسي بينهُ وبين الطرف الثاني باتهامهِ ربما وضع لهُ مواد مخدرة لتقلل من نشاطهِ الجنسي، أو أن الطرف الثاني ربما لديهِ مرض جنسي من علاقاته المحرمة، أو أن الطرف الثاني ربما يمارس الجنس أثناء نوم الطرف الأول مع شخص ثالث، إلا أن الواقع أو التفسير المنطقي هو أن النشاط الجنسي قد خمد نتيجة التصرفات المرضية الخانقة بين الزوجين.

## الأسباب

### الأسباب النفسية
يوجد العديد من الأسباب التي قد تخلق حالة الغيرة المرضية، حيث وازن بعض المؤلفين بين الحالة الضلالية والغيرة المرضية معتبرا أن الضلال أو وهم الخيانة يمكن اعتباره غيرة مرضية في أنقى صورها.
وحتى تنشأ الغيرة المرضية فإن ذاكرة الشخص المصاب تتغير بصورة لا واعية، ويسيئ تفسير سلوكيات الطرف الثاني، ويبدأ الشخص بالاقتناع بأنه قطعا يتم خيانته من الطرف الثاني.
يُعتقد بأنه حتى بعض اضطرابات الدماغ قد تفضي في النهاية إلى وهم الخيانة، ولاحقا تم اكتشاف أن أي إسائة أو صدمة للمخ قد تساهم في تكوين حالة الغيرة المرضية، وتم اقتراح أن الغيرة المرضية قد تنشأ أساسا نتيجة قلة النشاط الجنسي وخوف الرجل من عدم إشباع زوجته.
اعتبر مولين (Mullen) أن الغيرة المرضية تتميز بأربعة خصائص:
- وجود اضطراب عقلي كامن خلف الغيرة المرضية.
- التعايش بين هذا الاضراب وبين الغيرة المرضية كل منهم يغذي الآخر.
- مسار الغيرة المرضية مرتبط ارتباط وثيق بهذا المرض الكامن.
- أن الغيرة المرضية ليس لها أساس ملموس في الواقع.

### نوع الشخصية
يميل الشخص غير الآمن أن يكون عرضة للتشكك في الطرف الثاني والتشكك في استمرارية العلاقة، وأن نمط التعلق غير الآمن مرتبط بشدة باضطراب الشخصية الحدي.

## انتشار المرض
لا يوجد احصائيات دقيقة عن نسبة الغيرة المرضية في المجتمع.

## محفزات/مثيرات المرض
بالنسبة للرجال فإن أقوي محفز للمرض هو الخيانة الجنسية، بينما بالنسبة للمرأة فإن أقوي محفز لها هو الخيانة العاطفية، وبينما يميل الرجال إلى العنف اللفظي/الجسدي الذي قد يصل لحد القتل، فإن النساء عامة لا يملن إلى العنف أو القتل إلا في حالة الدفاع عن النفس.
كما أن الغيرة المرضية قد تحدث مصاحبة لبعض الاضطرابات الأخرى كإدمان الكحول أو أي مواد مخدرة، كما قد تصاحب بعض أمراض الدماغ العضوية كالشلل الرعاش أو العصاب واضطرابات الشخصية المختلفة.

## التقييم
في محاولة علاج الغيرة المرضية فإن المدخل للعلاج هو التقييم الصحيح، والذي يُعد الخطوة الأولي في طريق العلاج، وهذا المدخل رغم اتساعه إلا أنه ضروري للتزود بمعلومات تساعد في فهم طبيعة أفكار الشخص المصاب.
في البداية يُؤخذ التأريخ الطبي كاملا من كلا الزوجين قدر الإمكان، بصورة منفصلة عن بعضمها ثم يؤخذ مع بعضهما، بالإضافة لتاريخ كامل للحالة النفسية وفحوصات الحالة العقلية للمصاب، وهذا يساعد في التفريق بين الغيرة المرضية الاستحواذية والضلالية، كما أنه من الممكن أيضا أن تكون الغيرة المرضية نشأت عن أفكار أخذت أهمية وحجم أكبر من حجمها الحقيقي، وبالأخذ في الاعتبار أن الغيرة المرضية هي مسألة هشة، فإن أي إشارة أو رجوع إليها يجب أن يكون بحذر واحترافية، كما يجب أن يؤخذ بعين الاعتبار أن الشخص المصاب ربما يُسقط ما يشعر به بداخله على شريكه، فتكون الخيانة نابعة من الشخص المصاب غير أنه يسقطها وينسبها إلى الطرف الثاني.

## العلاج
تشمل الغيرة المرضية صور مختلفة من الحالات النفسية نظرا لما يصاحبها من اضطرابات، وبالتالي فإن أفضل طريق للوصول إلى العلاج يعتمد على الأعراض الملحوظة في الشخص المصاب، ولذلك فإن تقدم الحالة وعلاجها يختلف من شخص لآخر، ويعتمد علي الموقف والتعقديات في العلاقة بين الزوجين، كما أنه يجب تمييز السلوكيات التي تدعوا إلى إثارة الغيرة المرضية من أجل تقييمها وإعادة صياغتها بما يتناسب مع العلاج، فعلى سبيل المثال: أذا كان شرب الكحول مثلا يلعب دورا في الغيرة المرضية فإن علاج هذا الإدمان يكون خطوة قوية نحو علاج الغيرة المرضية، كما أن العلاج النفسي يلعب دور مهم في علاج الغيرة المرضية، إلا أنه قد يكون غير كاف في بعص الأحوال شديدة الخطورة.
لا يمكن القول بأن هناك صورة أو طريقة علاج أفضل من غيرها، إلا أنه على الرغم من ذلك فإن العلاج المعرفي السلوكي أثبت جدارة وفاعلية في علاج هذا الاضطراب.

### علاج دوائي
علاج الحالة النفسية الأساسية التي ساهمت في تكوين الغيرة المرضية.
- أدوية مضادة للذهان.
- أدوية مضادة للاكتئاب.

### علاج نفسي
- تثقيف نفسي للشخص المصاب ولشريكه.
- علاج سلوكي.
- علاج معرفي إدراكي.
- علاج نفسي فردي.
- علاج نفسي عائلي.
- علاج نفسي أزواج.

## مخاطر مصاحبة للغيرة المرضية

### سلوكيات مؤكدة
عندما تنشأ حالة الغيرة المرضية فإن الشخص المصاب يميل إلى مجموعة من السلوكيات تعرف باسم "السلوكيات المؤكِدة"، والتي يسعي من خلالها للتأكد من عدم خيانة الطرف الثاني، كالزيارات المفاجئة والمكالمات المفاجئة للتأكد من مكان الطرف الثاني، والأسئلة التفصيلية حول مكالمات الهاتف والتلصص، وتثبيت أجهزة تسجيل أو الطلب من أحد الاشخاص أن يقوم بمراقبتهِ، وكل هذه التصرفات شائعة وتحاول في حقيقتها أن تؤكد خيانة الشريك من عدمها، كما أن هذه السلوكيات قد تأخد شكل خطير ومتطرف كتفتيش الأغراض الشخصية أو الملابس.

### ضرر موجه تجاه الذات
الأفكار الانتحارية غالبا ما تصاحب الغيرة المرضية لاسيما عند ارتباط الغيرة المرضية بالاكتئاب والإدمان.

### مخاطر تجاه الأطفال
الأطفال الذين يعيشون في بيت يعاني فيه أحد الوالدين من الغيرة الزائدة قد يتعرضون للانتهاك الجسدي و/أو العاطفي كنتيجة مباشرة لتصرفات الوالد المصاب، كما أن الأطفال قد يستمعون بالصدفة إلى المجادلات بين الوالدين أو يشاهدون عنف لفظي/جسدي بين الوالدين، كما أن الوالد المصاب قد يستغل أحد الأولاد للتجسس على الوالد الآخر، ولا حاجة لذكر التأثير النفسي المدمر لرؤية الأطفال الإعتدئات الحاصلة بين الوالدين.